# Miguel Ángel Ayuso Guixot
Pour les articles homonymes, voir Ayuso.
Ne doit pas être confondu avec Miguel Ayuso.
Miguel Ángel Ayuso Guixot, né le 17 juin 1952 et mort le 25 novembre 2024, est un prélat catholique espagnol, président du Conseil pontifical pour le dialogue inter-religieux de 2019 à 2022, puis préfet du Dicastère pour le dialogue interreligieux de 2022 à 2024 et cardinal à compter d'octobre 2019.

## Biographie
Miguel Ángel Ayuso Guixot est né le 17 juin 1952 à Séville en Espagne. Il est ordonné le 20 septembre 1982 pour la congrégation des missionnaires comboniens du Sacré-Cœur (comboniens, MCCI), dans laquelle il avait fait profession solennelle le 2 mai 1980. 
Le 30 juin 2012, le pape Benoît XVI le nomme secrétaire du Conseil pontifical pour le dialogue inter-religieux alors dirigé par le cardinal Jean-Louis Tauran.
Le dimanche 24 janvier 2016 au cours du premier forum des penseurs arabes, il rappelle que « pour lutter contre l'extrémisme, nous devons nous engager dans un dialogue sincère ».
Le pape François décide de l'élever à la dignité épiscopale le 29 janvier 2016 en lui conférant le siège titulaire de Luperciana (de). Il est consacré évêque conjointement avec le nouveau nonce apostolique Peter Bryan Wells par le pape François en la basilique Saint-Pierre le 19 mars 2016.
Le 25 mai 2019, il est nommé président du Conseil pontifical pour le dialogue inter-religieux, en remplacement du cardinal Tauran, décédé en juillet 2018.
Il a été créé cardinal par le pape François lors du consistoire du 5 octobre 2019 au titre de San Girolamo della Carità.
Le 19 mars 2022, le pape François effectue une réforme de la Curie transformant le Conseil pontifical pour le dialogue inter-religieux en dicastère. Il est nommé premier préfet de ce dicastère.
Durant le cours de la journée du 25 novembre 2024, le pape indique que : « Le cardinal Ayuso est en « fin de vie » ». Il meurt le 25 novembre 2024 à l'hôpital Gemelli de maladie,, âgé alors de 72 ans.

## Succession apostolique
Miguel Ángel Ayuso Guixot a ordonné les évêques suivants :
- Évêque Aldo Berardi, O.SS.T. (2023)